# Куфія рубіноока
Куфія рубіноока (Trimeresurus rubeus) — отруйна змія з роду Куфія родини Гадюкові.

## Опис
Загальна довжина цієї куфії досягає 60—70 см. Голова помірного розміру, подовжено-овальної форми, яка за очима різко розширюється. Тулуб стрункий. Очі дуже великі, опуклі. Перший верхньогубний щиток поєднано з носовим. Надочноямковий щиток великий.
Забарвлення шкіри зелене, з боків тягнуться чіткі білі смуги. Особливістю цієї змії є очі рубинового кольору. Звідси вона й отримала свою назву. також у самців у період парування кінчик хвоста стає червоним.

## Спосіб життя
Полюбляє лісову, чагарникову місцини. Зустрічається на висоті до 500 м над рівнем моря. Перебуває повсякчас на дереве або кущі. Активна у присмерку. Живиться гризунами, ящірками, дрібними птахами, земноводними.
Самиці народжують до 15—18 дитинчат.

## Розповсюдження
Мешкає у Камбоджі та південному В'єтнамі.